# Farid Mohammadizadeh
Farid Mohammadizadeh (tiếng Ba Tư: فرید محمدی زاده, sinh ngày 6 tháng 9 năm 1994) là một cầu thủ bóng đá người Iran thi đấu cho Naft Tehran ở Azadegan League. Anh chủ yếu thi đấu ở vị trí hậu vệ phải.

## Thống kê sự nghiệp
Tính đến 16 tháng 5 năm 2018
| Câu lạc bộ          | Hạng đấu            | Mùa giải            | Giải vô địch | Giải vô địch | Cúp     | Cúp       | Châu lục | Châu lục  | Khác    | Khác      | Tổng    | Tổng      |
| Câu lạc bộ          | Hạng đấu            | Mùa giải            | Số trận      | Bàn thắng    | Số trận | Bàn thắng | Số trận  | Bàn thắng | Số trận | Bàn thắng | Số trận | Bàn thắng |
| ------------------- | ------------------- | ------------------- | ------------ | ------------ | ------- | --------- | -------- | --------- | ------- | --------- | ------- | --------- |
| Naft Tehran         | PGPL                | 2015–16             | 0            | 0            | 0       | 0         | 0        | 0         | –       | –         | 0       | 0         |
| Naft Tehran         | PGPL                | 2016–17             | 17           | 0            | 3       | 0         | –        | –         | –       | –         | 20      | 0         |
| Naft Tehran         | PGPL                | 2017–18             | 27           | 0            | 1       | 0         | –        | –         | 1       | 0         | 29      | 0         |
| Tổng cộng sự nghiệp | Tổng cộng sự nghiệp | Tổng cộng sự nghiệp | 44           | 0            | 4       | 0         | 0        | 0         | 1       | 0         | 49      | 0         |